# 포르투갈인
포르투갈인(포르투갈어: os Portugueses, 영어: the Portuguese)은 포르투갈어를 모국어로 삼으며 이베리아반도에 거주해 온 라틴 민족이나 그 후손이다. 간혹 포르투갈 국적의 사람을 가리키지만 보통 포르투갈 민족을 카리는 용어로 사용된다. 포르투갈인들은 포르투갈어를 쓰며 대부분 로마 가톨릭교를 믿는다.
현대의 포르투갈인은 이베리아반도의 인종과 거의 흡사하며 다른 서부 및 남부 유럽과 흡사하다. 스페인인과 가장 비슷하며 문화적 특성이 비슷하기 때문이기도 하다. 지중해인과 대서양의 영향을 많이 받았다. 켈트 족, 이베리아 족, 로마인 무어인, 아랍인의 영향을 받아 대게 흑발, 갈색발이거나 흑안, 갈색안인 사람들이 많은 편이다. 그러나 서로마 제국 멸망이후 게르만족의 이베리아반도 남하로 인해 금발이나 파랗거나 녹색의 홍안이 있는 사람들도 있다.

## 조상

### 역사적 유래
포르투갈 사람들은 대다수가 유럽인이며 지중해 및 대서양인으로 구분된다. 가장 초기의 선사시대 사람들은 구석기시대부터 이베리아반도에 거주했다. DNA 검사 결과로도 당시의 유전자와 현재의 포르투갈인들이 상당히 흡사하다는 것을 보여준다.
고대 로마인은 포르투갈의 문화에 결정적인 영향을 주었으며 라틴어에서 유래한 언어에도 큰 영향을 주었다. 페니키아인과 카르타고의 영향도 컸으며 남부지방에 기원전 200년 대의 유적이 발견된다. 북아프리카에서 이주한 주민들의 흔적이 많이 남아 있으며 베르베르인의 문화양식도 발견된다.

## 인구

### 포르투갈의 인구
포르투갈에는 대략 1,075만의 인구 중 1,020만 명을 포르투갈인이 차지한다. 소수가 미란다어를 사용하며 레온 지방에 가까운 주민들은 레온어를 사용하기도 한다. 미란다 도 두로, 비미오소, 모가도로 등도 포르투갈어와 지방어를 같이 쓴다.
에스트레마두라어에서 영향을 받은 것으로 보이는 바라케노어를 2천 명 정도가 사용하고 있다.

### 소수민족
소수민족으로는 식민지였던 브라질에서 온 사람들이 가장 많은 수를 차지하며 인도, 아프리카 출신 이민자들도 대다수다. 최근에는 우크라이나 사람들이 대다수 이주하면서 최대 이민자 그룹을 이루고 있다.
로마인(집시)의 경우 4만 명 정도가 있다. 유대인의 경우 5천 명에 불과하다.

## 같이 보기
- 앙골라인
- 브라질인
- 카보베르데인
- 기니비사우인
- 모잠비크인
- 마카오인